# Lucro cesante
El lucro cesante es una forma de daño patrimonial que consiste en la pérdida de una ganancia legítima o de una utilidad económica por parte de la víctima o sus familiares como consecuencia del daño, y que ésta  no se habría producido si el evento dañino no se hubiera verificado. 
El lucro cesante ocurre cuando hay una pérdida de una perspectiva cierta de beneficio. Por ejemplo, el comerciante cuya mercancía ha sido destruida puede reclamar el precio de la misma, así como el beneficio que habría obtenido.
Si bien se admite generalmente la indemnización por lucro cesante, la jurisprudencia suele exigir una carga probatoria mucho mayor, y son mucho más cautelosos a la hora de concederla.

## Requisitos
Para que se pueda conceder una indemnización por lucro cesante, la jurisprudencia exige dos requisitos:
- Que el lucro cesante exista y pueda ser probado, junto con su relación directa con el daño causado. Éste es el requisito más difícil.
- Que pueda ser determinada económicamente la cuantía que se ha dejado de percibir; por ejemplo, si una persona no pudo trabajar durante un mes por culpa de un daño causado, el lucro cesante sería su sueldo durante un mes (menos, en su caso, las pensiones que habría podido percibir).

Aunque si bien es cierto que se tiende a exigir estos requisitos, la jurisprudencia más reciente de la Sala de lo Civil del Tribunal Supremo está optando por indemnizar "aquella pérdida futura que razonablemente se prevea que puede ocurrir".
Para realizar el "quantum" (cuantía) de la indemnización por lucro cesante, cuando éste se refiere a beneficios futuros, debe obtenerse mediante apreciaciones prospectivas, fundadas en criterios objetivos de experiencia, entre los que pueden servir los que operan en el mundo económico, contable, actuarial, asistencial o financiero según las disciplinas técnicas o científicas correspondientes, de acuerdo con el examen y ponderación de las circunstancias de cada asunto.

## Determinación
Los tribunales[¿dónde?] no han fijado un criterio único, y depende en gran medida de las circunstancias y de las pruebas del caso concreto. Si el daño ha sido dentro de una relación contractual, dependerá también de los términos pactados en el contrato.